# Smaragdové město
Smaragdové město (v anglickém originále Emerald City) je australský dramatický film z roku 1988. Režisérem filmu je Michael Jenkins. Hlavní role ve filmu ztvárnili John Hargreaves, Robyn Nevin, Chris Haywood, Nicole Kidman a Ruth Cracknell.

## Obsazení
| John Hargreaves | Colin   |
| Robyn Nevin     | Kate    |
| Chris Haywood   | Mike    |
| Nicole Kidman   | Helen   |
| Ruth Cracknell  | Elaine  |
| Dennis Miller   | Malcolm |
| Ella Scott      | Penny   |
| Haydon Samuels  | Sam     |